# Bimberg (Gemeinde St. Martin im Mühlkreis)
Die Siedlung Bimberg ist ein Ort in der Gemeinde St. Martin im Mühlkreis, Oberösterreich. Das Wohndorf besteht überwiegend aus Einfamilienhäusern.

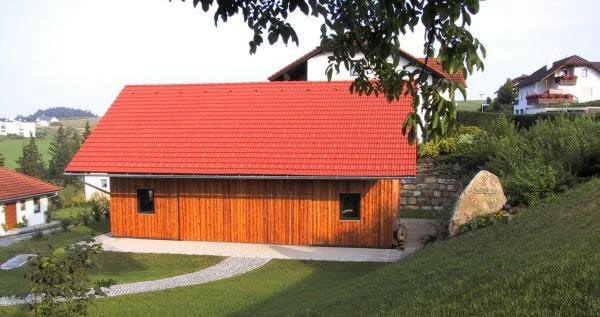
Kulturstadl

Bimberg erlebte in den 1980er und 1990er Jahren ein massives Wachstum und entwickelte sich von einer verstreuten Ansammlung weniger Häuser zu einer umfangreichen Ortschaft. 
Durch die Verkehrsanbindung (Bundesstraße 127, Bahnhof Gerling) und der dadurch ausgezeichneten Verbindungen zur Bezirkshauptstadt Rohrbach in Oberösterreich und vor allem zur Landeshauptstadt Linz liegt Bimberg zentral.
Durch den Bau des Kulturstadls im Jahr 2002 wurde ein zentraler Veranstaltungsort für Festveranstaltungen geschaffen.
Vor der größeren Besiedelung war das gesamte Siedlungsgebiet im Besitz der Familien Schwarz (von Baumeister Weber in Pacht) und Hanner (Bauer zu Pettenberg). Die Marktgemeinde St. Martin kaufte dieses Gebiet 1982 und erklärte es zum Wohndorf Bimberg mit anfangs 118 Bauparzellen. 
Das Hanner Haus in der Siedlungsmitte wurde im Jahr 2002 abgetragen, da der Besitzer kurz zuvor verstorben war und es keinen Erben gab. Im Jahr 2008 wurden an dessen Stelle drei neue Einfamilienhäuser errichtet.
Im Ort bestehen keine Nahversorgungseinrichtungen.